# BrahMos
BrahMos là loại tên lửa hành trình siêu thanh ứng dụng công nghệ tàng hình có thể phóng từ tàu, tàu ngầm, máy bay hay các trạm phóng lưu động trên mặt đất. Nó được phát triển dựa trên sự hợp tác nghiên cứu giữa NPO Mashinostroeyenia của Nga và tổ chức nghiên cứu và phát triển bộ quốc phòng của Ấn Độ với dự án BrahMos Aerospace Private Limited (mở rộng tầm hoạt động của BrahMos trên không).
Cái tên BrahMos là tên viết tắt của hai con sông: Brahmaputra của Ấn Độ và Moskva của Nga. Loại tên lửa này có vận tốc 2,5 đến 2,8 Mach. Nó nhanh hơn 3,5 lần so với tên lửa hành trình Harpoon của Hoa Kỳ vốn bay dưới tốc độ âm thanh. Mẫu siêu thanh mới cũng đang được nghiên cứu và phát triển (Thử nghiệm trong phòng thí nghiệm cho thấy nó đạt vận tốc 5,26 Mach).
Trong khi Ấn Độ thì muốn BrahMos lấy nền tảng từ tên lửa hành trình tầm trung P-700 Granit còn Nga thì muốn nó nên là anh em với tên lửa hành trình tầm ngắn P-800 Oniks (Yakhont) để thích hợp với hiệp định kiểm soát công nghệ tên lửa, hiệp định mà Nga đã ký vào. Động cơ đẩy được lấy nền từ tên lửa của Nga trong khi hệ thống dẫn đường được phát triển bởi BrahMos Corp.

## Phát triển và sản xuất
BrahMos được phát triển dựa trên sự hợp tác giữa NPO Mashinostroeyenia của Nga và tổ chức nghiên cứu và phát triển bộ quốc phòng của Ấn Độ trong chương trình không gian mang tên BrahMos. Tên của loại tên lửa này viết tắt của tên hai con sông là: Brahmaputra của Ấn Độ và Moskva của Nga.
Từ năm 2004 loại tên lửa này đã qua rất nhiều cuộc thử nghiệm trong rất nhiều điều kiện khác nhau kể cả việc phóng thử trong sa mạc Pokhran, với khả năng bay hình chữ "S" với vận tốc 2,8 Mach nó đã tự chứng minh được mình và được quân đội Ấn Độ cho vào biên chế như một loại tên lửa đất đối hạm.
Công ty Keltec thuộc sở hữu của nhà nước Ấn Độ đã được chuyển quyền sở hữu cho tổng công ty BrahMos vào năm 2008. Đổi lại khoảng 1.500 Crores Rupee (hơn 300 triệu USD) sẽ được BrahMos đầu tư vào cơ sở hạ tầng để có thể sản xuất các linh kiện và lắp đặt các hệ thống của tên lửa. Điều này là cần thiết để thỏa mãn các nhu cầu về hệ thống tên lửa này vốn được đề nghị lắp đặt bởi cả lực lượng quân đội và hải quân Ấn Độ.

## Mô tả
BrahMos được tuyên bố là có khả năng tấn công các mục tiêu trên mặt nước với độ cao thấp hơn 10 m. Nó có thể đạt vận tốc 2,8 Mach và có tầm hoạt động tối đa là 290 km. Mẫu tên lửa phóng từ tàu được gắn đầu đạn 200 kg còn mẫu phóng từ máy bay (BrahMos A) có thể mang đầu đạn 300 kg. Nó có động cơ hoạt động chia làm hai giai đoạn, một là đốt cháy nhiên liệu rắn để đẩy tên lửa đạt đến vận tốc siêu thanh sau đó sẽ chuyển sang nhiên liệu lỏng đẩy phản lực để duy trì vận tốc đó trong quãng đường dài. Hệ thống dẫn khí của tên lửa sẽ làm cho việc đốt cháy nhiên liệu lỏng của động cơ hiệu quả hơn khiến cho BrahMos có thể bay xa hơn các tên lửa khác có cùng kích cỡ đốt nhiên liệu một cách thông thường.
Với tốc độ cao BrahMos có thể dễ dàng đâm xuyên qua mục tiêu hơn các loại tên lửa hạng nhẹ bay dưới tốc độ âm thanh khác như tên lửa Tomahawk. Với trọng lượng gấp đôi và nhanh hơn bốn lần tên lửa Tomahawk, BrahMos có lực tác động mạnh hơn 32 lần tên lửa Tomahawk khi đâm vào mục tiêu. Tuy nhiên BrahMos sử dụng đầu đạn nặng chỉ bằng 3/5 tên lửa Tomahawk và tầm bay ngắn hơn nhiều vì thế chỉ thích hợp trong việc tác chiến nhanh và gần (trong tầm hoạt động của tên lửa).
Dù mục đích chính của BrahMos là tên lửa chống tàu nhưng nó cũng có thể dùng để đánh vào các mục tiêu cố định trên đất liền. Nó có thể được phóng thẳng đứng hay nghiêng và có thể bẻ một vòng 360 độ. BrahMos có thể phóng từ đất liền, trên tàu, trên không hay thậm chí bởi tàu ngầm hay bệ phóng dưới mặt nước. Mẫu phóng từ trên không có một bộ phận gia tốc nhỏ (để đẩy tên lửa bay cùng vận tốc với máy bay trước khi khích hoạt động cơ đẩy chính) và thêm một số đuôi định hướng để giữ ổn định trong khi phóng. BrahMos được thiết kế cơ bản có thể gắn trên Su-30MKI.

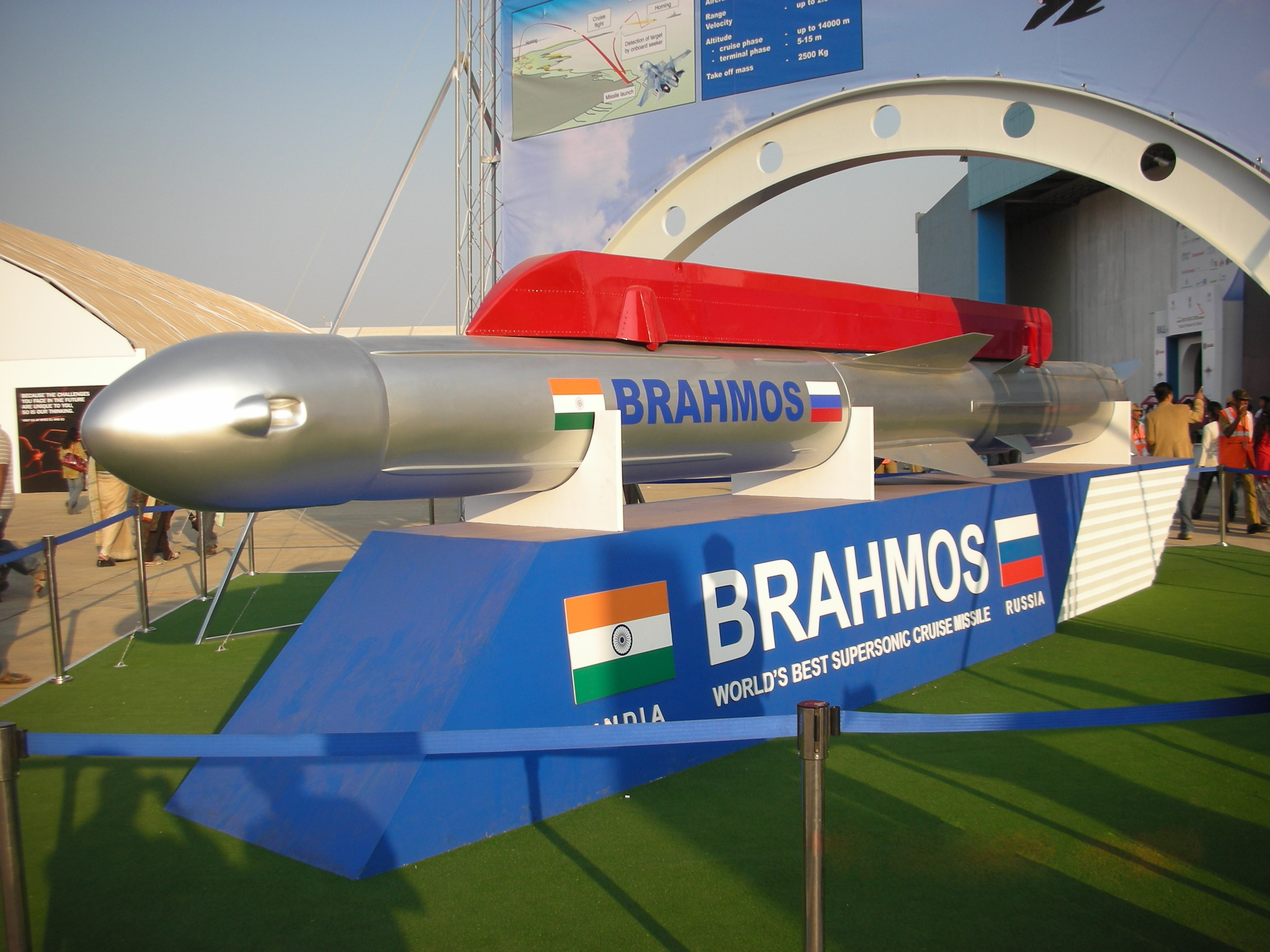
BrahMos là tên lửa hành trình nhanh nhất thế giới năm 2009

### Các biến thể
- Hạm đối hạm (đã triển khai).
- Hạm đối đất (đã triển khai).
- Đất đối đất (đã triển khai).
- Đất đối hạm (đã triển khai).
- BrahMos-A: Không đối hạm (đang phát triển).
- Không đối đất (đang phát triển).
- Tàu ngầm đối hạm (đang phát triển).
- Tàu ngầm đối đất (đang phát triển).
- BrahMos-M: Biến thể hiện đại hóa được giới thiệu vào năm 2014, chiều dài tên lửa được rút từ 8,4 mét xuống còn 6 mét, khối lượng được giảm xuống còn 1.500 kg để máy bay mang dễ dàng hơn. Tầm bắn giữ nguyên và có vận tốc đạt Mach 3,5, cao hơn 20% so với phiên bản đầu.

## Lịch sử hoạt động
Ấn Độ và Nga dự tính chế tạo 2.000 tên lửa siêu thanh BrahMos trong vòng 10 năm tới và 50% trong số đó sẽ được dùng để xuất khẩu cho các nước đồng minh và bạn bè.

### Hải quân Ấn Độ
Loại tên lửa này đã được biên chế vào Hải quân Ấn Độ và gắn trên các loại tàu như tuần dương hạm lớp Talwar và tuần dương hạm lớp Shivalik. Hai chiếc tàu lớp Talwar là INS Tabar và INS Trishul đã được trang bị loại tên lửa siêu thanh này và chiếc INS Shivalik là chiếc đầu tiên trong lớp Shivalik được trang bị loại tên lửa này. Tất cả các chiếc trong hai lớp này còn lại sẽ được trang bị loại tên lửa này trong năm 2009 đến hết năm 2010. Trong năm 2007 hải quân đã hứa cũng sẽ trang bị loại tên lủa này cho các tuần dương hạm lớp Godavari và tuần dương hạm lớp Brahmaputra. Khu trục hạm lớp Rajput và các khu trục hạm khác của Ấn Độ cũng có thể sử dụng BrahMos. Các chiếc INS Rajput, INS Ranvir và INS Ranvijay là những chiếc được nâng cấp từ khu trục hạm lớp Kashin của Liên Xô đã được gắn hệ thống phóng tên lửa siêu thanh BrahMos. Một lớp khu trục hạm mới là khu trục hạm lớp Kolkata cũng được gắn loại tên lửa này và cũng có kế hoạch là sẽ gắn loại tên lửa này cho tất cả các khu trục hạm lớp Rajput. Một việc khác là các khu trục hạm lớp Delhi cũng được chuẩn bị lắp các hệ thống phóng của BrahMos. Chiếc đầu tiên của lớp Kolkata sẽ được hạ thủy năm 2012 và tất cả tàu lớp Rajput được trang bị BrahMos vào năm 2009.
Mẫu phóng từ tàu ngầm đã sẵn sàng để thử nghiệm. Nó sẽ được thử nghiệm phóng từ tàu ngầm lớp Kilo của hải quân tại Nga hay Ấn Độ. Mẫu tên lửa hạm đối đất đã được phóng thử từ khu trục hạm INS Rajput và đã đánh trúng vào giữa cụm mục tiêu trên mặt đất. Việc phóng BrahMos thẳng đứng được thử nghiệm ngày 18 tháng 12 năm 2008 bởi khu trục hạm INS Ranvir.

### Lục quân Ấn Độ

#### Brahmos Block-I

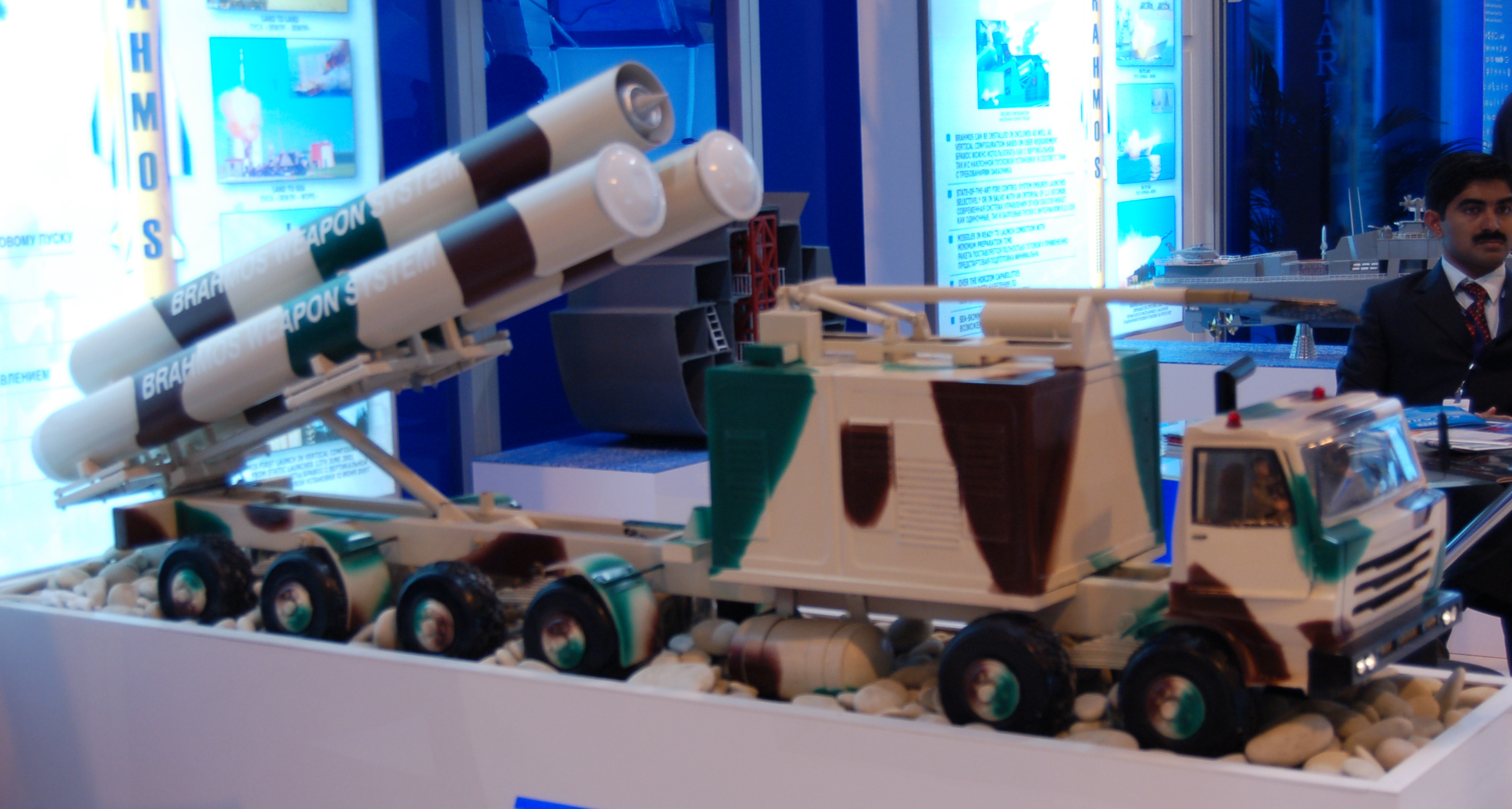
Mô hình trạm phóng tên lửa lưu động của Ấn Độ

Loại tên lửa này đã được quân đội Ấn Độ thử nghiệm thành công với nhiều tính năng mới ở sa mạc Rajasthan, thử nghiệm tầm xa gần khu vực Pokharan (từ 12/2004 đến 03/2007). Loại được giới thiệu để đưa vào trong quân đội ngày 21 tháng 6 năm 2007.

#### Brahmos Block-II
Vào ngày 20 tháng 1 năm 2009 việc thử nghiệm tên lửa hành trình Brahmos Block-II được tiến hành tại Pokhran trong vùng Rajasthan sử dụng một chương trình phần mềm mới. Thử nghiệm đầu tiên đã thất bại khi tên lửa bay hụt mục tiêu chính nhưng vẫn đâm vào cụm mục mục tiêu. Mục tiêu thử nghiệm là một ngôi nhà nhỏ nằm trong một dãy nhà. Tổng công ty Brahmos tuyên bố sẽ tiến hành làm một tên lửa mới và tiến hành thử nghiệm lại ngay trong tháng sau. Sau vài lần trì hoãn việc thử nghiệm đã được thực hiện lại ngày 04 tháng 3 năm 2009 và đã thành công.
Sau đó một thử nghiệm khác để xác định lại độ chính xác cũng được tiến hành ngày 29 tháng 3 năm 2009. tên lửa mất khoảng 2,5 phút để đâm vào mục tiêu từ khi phóng với độ chính xác cao. Theo văn phòng phát ngôn của chính phủ Ấn Độ: "Tên lửa có những tính năng mới độc đáo và sẽ đánh trúng vào mọi mục tiêu mà không cần biết kích thước của chúng, cho dù là mục tiêu nhỏ trong một dãy nhà lớn. Ấn Độ là nước duy nhất trên thế giới hiện nay có được công nghệ tiên tiến này". Sau lần thử nghiệm thứ ba trung úy Gen Noble Thamburaj đã tuyên bố rằng quân đội Ấn Độ muốn có những tên lửa có tầm chính xác cao như thế và đã chúc mừng các nhà nghiên cứu của Ấn Độ. Quân đội Ấn Độ đã khẳng định rằng các cuộc thử nghiệm đã vô cùng thành công và hoàn toàn thỏa mãn với loại tên lửa này. Việc phát triển mẫu tên lửa Block-II đã hoàn tất và đã bước sang giai đoạn triển khai.
Ấn Độ đã lập cả một trung đoàn (Số 861) được trang bị BrahMos Mark I. Và nay sẽ có thêm thêm hai trung đoàn trang bị BrahMos Mark II (Số 862 và 863), có thể nhắm và bắn trúng một mục tiêu nhỏ nằm lẫn trong một dãy nhà lớn lộn xộn. Mỗi dàn phóng BrahMos sẽ có từ 4 đến 6 ác quy cho từ 3 đến 4 ống phóng tên lửa gắn trên các bệ phóng lưu động kết nối trực tiếp với trạm chỉ huy lưu động.

#### Brahmos Block-III
Mẫu nâng cấp của Brahmos đã được thử nghiệm thành công vào cuối năm 2010. Nó hiệu quả với các mục tiêu mặt đất khi bay với độ cao thấp hơn 10 m, dùng để tấn công thọc sâu vào các căn cứ để tiêu diệt mục tiêu chính mà không phá hủy nhầm những thứ xung quanh. BrahMos Block-III có khả năng bay bám sát mặt đất với địa hình gồ ghề để đến được mục tiêu với khả năng bị phát hiện ở mức thấp nhất.

### Không quân Ấn Độ

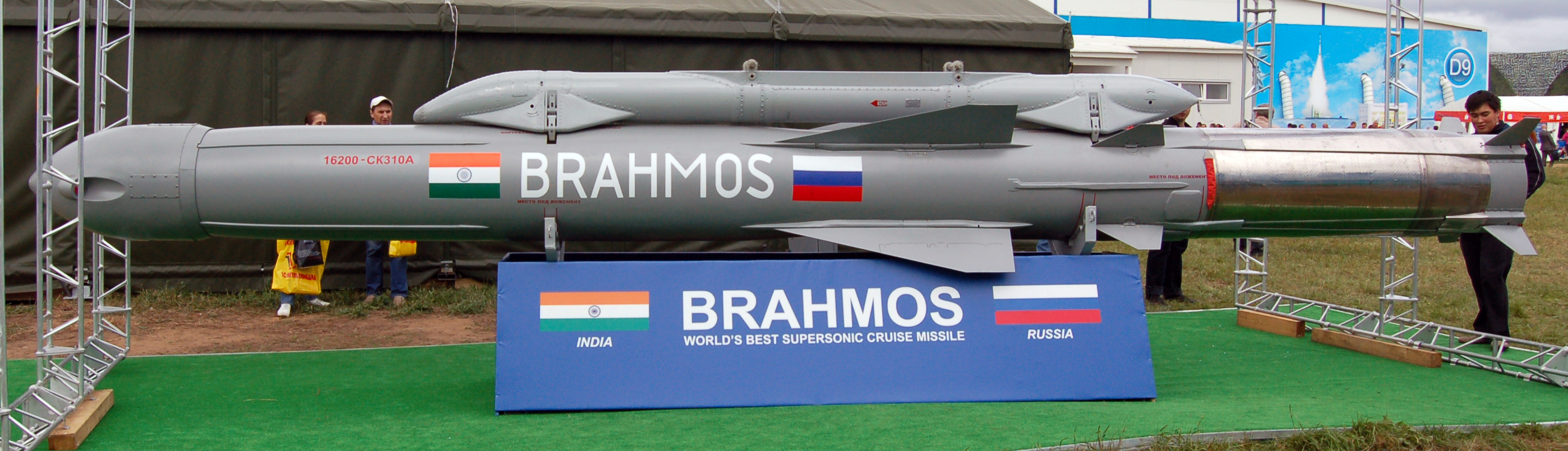
Mẫu Brahmos phóng từ trên không

Mẫu BrahMos phóng từ trên không cũng đã được thử nghiệm. Các chuyên gia tổ chức nghiên cứu và phát triển bộ quốc phòng Ấn Độ tuyên bố rằng sẽ không phải sửa chữa lại các máy bay Su-30MKI để có thể mang tên lửa BrahMos vì tự bản thân thiết kế của BrahMos đã tích hợp việc gắn trên máy bay cũng như bác bỏ tin đồn là không quân Ấn Độ đang sửa chữa lại các máy bay Su-30MKI để thích hợp cho việc mang loại tên lửa này. Ngày 10 tháng 1 năm 2009 có báo cáo là một chiếc Su-30MKI đã lên đường sang Nga để lập trình lại các phần mềm trên máy bay để hỗ trợ việc sử dụng mẫu BrahMos phóng từ trên không.
Ngày 22 tháng 10 năm 2008, tổng giám đốc điều hành và quản lý dự án BrahMos tuyên bố không quân Ấn Độ sẽ có mẫu BrahMos phóng từ trên không riêng của mình vào năm 2012. Các thử nghiệm sẽ được tiến hành trong năm 2011 và dự tính sẽ giới thiệu để trang bị vào không quân Ấn Độ năm 2012. Thêm một việc nữa là 5 chiếc Ilyushin Il-38 và 8 chiếc Tupolev Tu-142 máy bay ném bom tuần tra biển của Ấn Độ cũng sẽ có thể sử dụng BrahMos. Có nhiều báo cáo là Nga và Ấn Độ đang cố gắng sửa đổi các mẫu tên lửa để có thể phát triển khả năng bắn BrahMos từ hai loại máy bay này. Mẫu sửa đổi đầu tiên đã được ra mắt trong triển lãm hàng không với BrahMos được gắn ngay dưới bụng của máy bay.
Vào ngày 08 tháng 8 năm 2009 giám đốc của trung tậm nghiên cứu và chế tạo máy móc của Nga là Alexander Leonov đã nói rằng "Tất cả mọi việc điều đã sẵn sàng cho một cuộc thử nghiệm phóng thử". Ông ta cũng nói là sẽ sớm có thể bước sang giai đoạn cuối cùng của việc phát triển và thiết kế trong thời gian ngắn tới. Một động cơ riêng gắn trên tên lửa dùng để tách tên lửa ra khỏi máy bay ở độ cao rất lớn đã được phát triển. Ông ta cũng nói rằng việc thử nghiệm sẽ do một máy bay Su-30MKI đảm nhận thực hiện nhưng không nêu rõ ngày. Sau cuộc thử nghiệm thì không quân Ấn Độ sẽ là tổ chức đầu tiên sở hữu tên lửa siêu thanh BrahMos mẫu phóng từ trên không.

### Hải quân Nga
Căn cứ theo các nguồn tin thì tên lửa BrahMos có khả năng gắn trên các tuần dương hạm lớp Gorshkov và sẽ nhanh chóng được đưa vào sử dụng trong hải quân Nga. Bộ quốc phòng Nga cho biết rằng căn cứ theo kích thước và thông số kỹ thuật của BrahMos thì một số tàu đóng mới của Nga có thể mang nó ngay.

### Xuất khẩu
BrahMos không phải là loại tên lửa có thể xuất khẩu cho bất cứ quốc gia nào tuy nhiên một số nước như Việt Nam, Nam Phi, Ai Cập, Oman, Brunei đã chú ý đến loại tên lửa này. Vào tháng 2 năm 2010 các báo tại Ấn Độ đã đưa tin là Chile, Brazil, Nam Phi và Indonesia đã ngỏ ý mua loại tên lửa này. Malaysia cũng đã công bố rằng sẽ mua tên lửa BrahMos để gắn trên các tuần dương hạm lớp Kedah của mình.

## Nghiên cứu BrahMos-II
BrahMos II là loại tên lửa đang được thiết kế có tốc độ nhanh gấp 7 lần tốc độ âm thanh với động cơ mới, vật liệu mới giúp nó có thể vượt qua được lực cản không khí cũng như chịu được các chấn động rung khi bay vượt âm và các vấn đề khác. BrahMos II dự tính sẽ sẵn sàng đưa vào hoạt động năm 2018 hoặc 2019 và sẽ được lắp trên các khu trục hạm lớp Kolkata theo dự án 15B của hải quân Ấn Độ. Mẫu đất đối đất của BrahMos-II đã thiết kế hoàn tất và đã sẵn sàng để thử nghiệm.